# Tičar
Tičar je priimek več znanih Slovencev:
- Bojan Tičar (*1965), pravnik, organizatorik, univ. prof. (FVV)
- Igor Tičar (*1949), elektrotehnik, gospodarstvenik, univ. profesor in rektor
- Josip Tičar (1875—1946), zdravnik in organizator planinstva
- Jure Tičar, geograf, speleolog, jamski reševalec
- Klemen Tičar (*1962), hokejist
- Luka Tičar, strokovnjak za delovno pravo, prof. PF UL
- Rok Tičar (*1989), hokejist